# Oliver James
Pour les articles homonymes, voir James.
Oliver James (Oliver James Hudson) est un musicien (guitariste) et un acteur britannique, né le 1er juin 1980 à Ottershaw, Surrey. Il vit à Los Angeles depuis 2003. Il a notamment joué aux côtés de Hilary Duff dans Raise your voice ainsi qu'aux côtés de Amanda Bynes et Colin Firth dans Ce dont rêvent les filles. Il a fait une apparition dans Sexy Dance comme figurant.

## Filmographie
- 2004 : Trouve ta voix (Raise your voice) de Sean McNamara : Jay Corgan
- 2003 : Ce dont rêvent les filles (What a Girl Wants) de Dennie Gordon : Ian Wallace
- 2006 : The Innocence Project (BBC) de Oliver Brown : Nick Benitz
- 2009 : Without a Paddle : Nature's Calling de Ellory Elkayem : superstar

## Chansons
1. Greatest story ever told (What a girl wants)
2. Long Time Coming (What a girl wants)
3. Half Life
4. Me And Jenny
5. Out Of Place
6. Ride Of Your Life
7. Superstar
8. The Distance
9. Raise your voice
10. You and Me
11. Bilhel T. is the boss